# Christian Vander (football)
Pour les articles homonymes, voir Christian Vander et Vander.
Christian Vander, né le 24 octobre 1980 à Willich (Allemagne), est un footballeur allemand évoluant en tant que gardien de but.

## Palmarès
- VfL Bochum
  - Vainqueur de la 2.Bundesliga en 2006.
- Werder Brême
  - Vainqueur de la Coupe d'Allemagne en 2009.
  - Finaliste de la Coupe de l'UEFA 2009.